# Joan Regan
Joan Regan (19 de enero de 1928 - 12 de septiembre de 2013) fue una cantante inglesa de música pop tradicional, popular durante la década de 1950 y comienzos de 1960.

## Biografía
Regan nació en Romford, Essex, de padres irlandeses. Antes de convertirse en cantante, Regan ocupó en una serie de puestos de trabajo, incluyendo retoques de fotografías. El comienzo de su exitosa carrera como cantante en 1953 dio como resultado hacer un disco de demostración de "Too Young" y "I'll Walk Alone". El demo llegó a la atención de Bernard Delfont, lo que llevó a firmar un contrato de grabación con Decca Records. Ella tenía un número de éxitos Top 40 para ese sello, muchos de ellos de las versiones de éxitos americanas de Teresa Brewer ("Ricochet", "Till I Waltz Again with You", and "Jilted"), Doris Day ("If I Give My Heart to You") y Jill Corey ("Cleo and Me-O" y "Love Me to Pieces").
Se convirtió en la cantante residente en la serie de televisión del productor de la BBC, Richard Afton, Quite Contrary. Afton posteriormente sustituyó a Regan con Ruby Murray. Ella apareció en la Six-Five Special y se le dio su propia serie de televisión de la BBC, Be My Guest, permaneciendo durante cuatro series.

## Discografía

### Singles
- "Ricochet" (1953) (con The Squadronaires) (cover de Teresa Brewer) - UK #8
- "Someone Else's Roses" (1954) (cover de Doris Day) - RU #5
- "If I Give My Heart to You" (1954) (cover of Doris Day) - RU 3
- "Wait For Me, Darling" (1954) (con The Johnston Brothers) - RU #18
- "Prize of Gold" (1955) (utilizado en los principales créditos de la película, A Prize of Gold) - RU 6
- "Open Up Your Heart" (1955) (Joan y Rusty Regan) (cover del Cowboy Church Sunday School) - RU #19
- "May You Always" (1959) (cover DE The McGuire Sisters) - RU #9
- "Happy Anniversary" (1960) (cover DE Jane Morgan) - RU #29
- "Papa Loves Mama" (1960) - RU #29
- "One of the Lucky Ones" (1960) - RU #47
- "It Must Be Santa" (1961) - RU #42

### Álbumes
- Just Joan (1956) (Decca)
- The Girl Next Door (Decca)
- Joan And Ted (1961) (Pye-Nixa)
- Remember I Love You (1996) (Nectar Music)

### Canciones
Regan grabó una serie de canciones, entre ellas "Love Me to Pieces", "Most People Get Married", "Pine Tree, Pine over Me", "It's a Big, Wide, Wonderful World", "That Old Feeling", "Anema e Core", "Croce di Oro" y "This Ole House".